# Fiordo de Tana

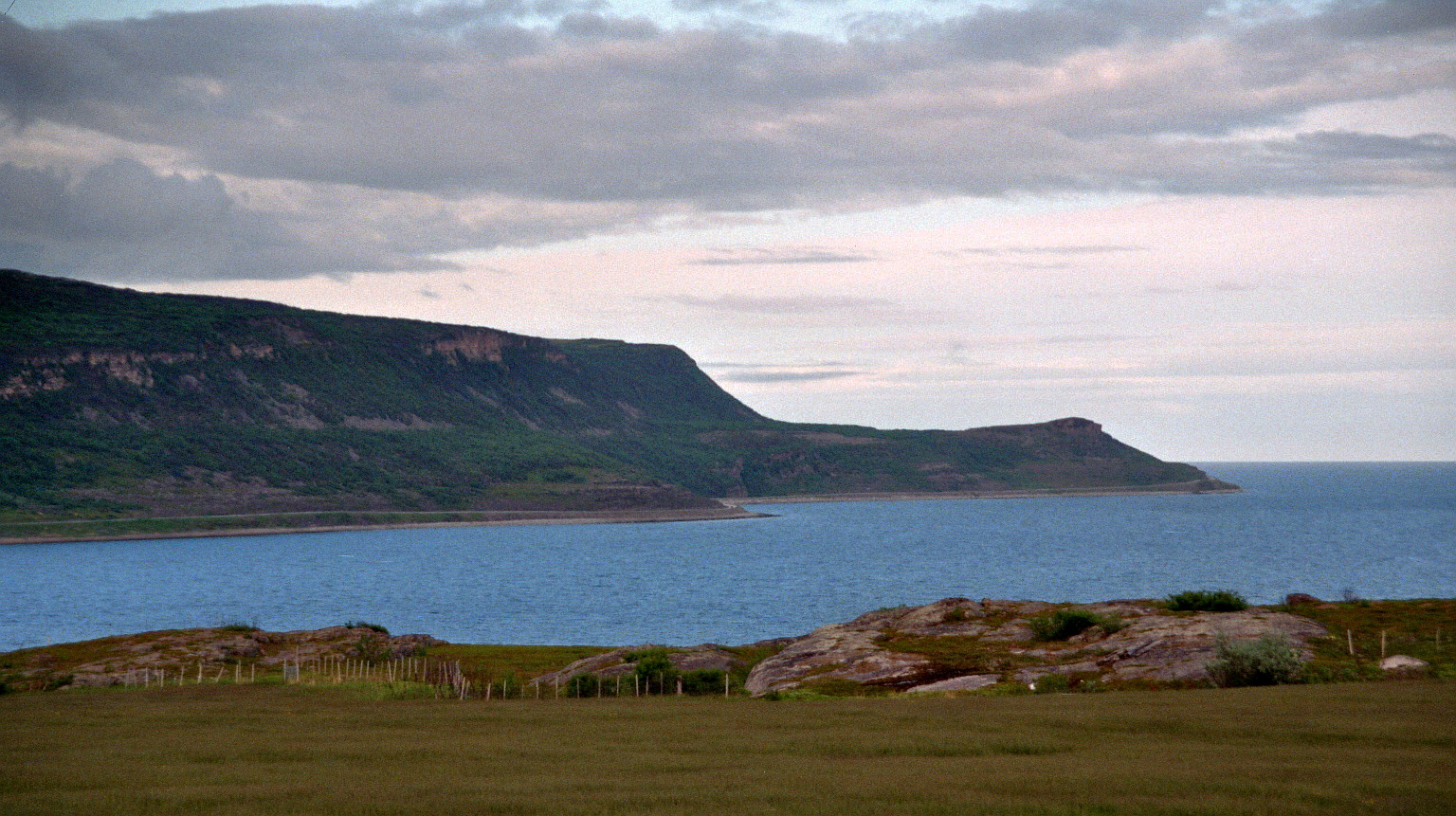
Otra vista del fiordo

El fiordo de Tana o Tanafjord (en noruego: Tanafjorden, en sami septentrional: Deanuvuotna) es un amplio fiordo de Noruega localizado en el extremo norte de la península escandinava en aguas del mar de Barents, localizado entre el fiordo de Varanger, al oeste, y el fiordo de Lakse, al este. Administrativamente sus riberas pertenecen al condado de Troms og Finnmark (municipios de Tana, Gamvik y Berlevåg). Su orientación es principalmente Norte-Sur, alcanzando unos 65 kilómetros desde la pequeña aldea de Smalfjord (municipio de Tana), en el sur hasta la desembocadura del fiordo en el mar de Barents. El fiordo separa la península de Nordkinn (municipio de Gamvik), en el oeste, de la península de Varanger (municipio de Berlevåg), en el este.
La desembocadura del río Tana está en la parte sur del fiordo. Hay varios fiordos laterales que se ramifican del fiordo principal, como Hopsfjorden, Langfjorden y Gulgofjorden.  Hay algunos asentamientos en las riberas del fiordo, todos pequeños y bastante aislados, siendo los mayores las localidades de Vestertana, Austertana, Trollfjorden, Skjånes, Nervei y Store Molvik.  Las carreteras N-98 y N-890 discurren a lo largo de las regiones del sur del fiordo.